# Ernesto Fontaine
Ernesto Ricardo Fontaine Ferreira-Nobriga (Valparaíso, 12 de septiembre de 1934 - Santiago, 21 de enero de 2014) fue un economista, académico, investigador y consultor chileno de matriz neoclásica.
Especializado en el desarrollo de modelos para la evaluación de proyectos, destacó también por haber sido el primer estudiante latinoamericano en conseguir un doctorado (PhD) en el Departamento de Economía de la Universidad de Chicago.[cita requerida]

## Estudios
Nació al matrimonio compuesto por el médico Max Fontaine Purdon y Liliana Nóbriga Cumming. Por parte de su madre, fue bisnieto de Ricardo Cumming Se formó en The Grange School de la capital (1946-1949) y en los Sagrados Corazones de Viña del Mar (1950-1951), y, más tarde, en la Pontificia Universidad Católica (PUC), institución donde alcanzó el título de ingeniero comercial con mención en economía (1952-1956).
En 1957 formó parte de la primera generación de chilenos que viajó a los Estados Unidos con el fin de especializarse como Master of Arts en la Universidad de Chicago, junto con los después ministros de Estado, Carlos Massad (de Eduardo Frei Ruiz-Tagle, 1994-1996) y Sergio de Castro (de Augusto Pinochet, 1975-1982).
En 1959 regresó a la PUC, donde inició una carrera académica que se prolongó hasta diciembre de 2012. En 1961 retornó al país del norte, para en 1964 obtener el PhD, con lo que se convirtió en el primer latinoamericano en alcanzar dicho grado en esa casa de estudios.
Entre 1967 y 1970 fue director de la Escuela de Administración y Economía de la PUC.

## Actividad profesional
En 1971 emigró a Washington D. C., Estados Unidos, tras aceptar una oferta de trabajo formulada por la Organización de los Estados Americanos (OEA) a mediados del año anterior. Desempeñaba la labor de jefe de la Unidad de Financiamiento Externo de la entidad cuando tuvo lugar en Chile el Golpe de Estado del 11 de septiembre de 1973 que derrocó al mandatario socialista Salvador Allende.
En 1976, vale decir, en plena dictadura militar, volvió a su país con el fin de liderar la confección de un sistema de evaluación de proyectos en la PUC, el cual derivó en el Curso Interamericano de Preparación y Evaluación de Proyectos (Ciapep) que prestó ayuda al Gobierno a través de Odeplan y que encabezó por tres décadas.
Fue profesor, entre muchos otros personajes, de Sebastián y José Piñera, Evelyn Matthei, Joaquín Lavín, Carlos Montes, Vivianne Blanlot, Ricardo Ffrench-Davis, Felipe Larraín, Rodrigo Vergara y Francisco Javier Labbé. En octubre de 2008, en tanto, fue reconocido por la PUC con el título de profesor emérito.
En 2012, se presentó como candidato a concejal por la comuna de Las Condes en calidad de independiente, utilizando un cupo de la Unión Demócrata Independiente. Si bien no resultó elegido, la salida de Mikel Uriarte hizo que asumiera el cargo en abril de 2013.
Casado por última vez con María Eugenia Izquierdo, en 2013, entre sus hijos se cuenta a Paul (nacido de su unión con María Eugenia Benavides Goytisolo), también economista de profesión.
Falleció en la Clínica Alemana de la capital en enero de 2014 víctima de un cáncer de pulmón que le había sido detectado un año antes.
Fue columnista del diario capitalino El Mercurio (1987-1997), además de director de empresas como Pehuenche, Endesa, Laboratorios Chile y SQM.

## Obras (selección)
- Reflexiones, Instituto de Economía, PUC, 1994.
- Evaluación Social de Proyectos, 12.ª edición, Ediciones Universidad Católica de Chile y Alfaomega Grupo Editor, México 1999.
- Nuestra Economía de Cada Día, con Osvaldo Schenone, Alfaomega Grupo Editor, México, 2000.
- Evaluación Social de Proyectos, 13.ª edición, Pearson-Prentice Hall, México, 2008.

## Historial electoral

### Elecciones Municipales 2012
- Elecciones municipales de 2012, para el concejo municipal de Las Condes [9]

(Se consideran solo los 11 candidatos, de un total de 35 candidatos)
| Candidato                         | Pacto                    | Partido | Votos  | %     | Resultado |
| --------------------------------- | ------------------------ | ------- | ------ | ----- | --------- |
| Felipe de Pujadas Abadie          | Concertación Democrática | PDC     | 2392   | 2,82  | Concejal  |
| Cecilia Serrano Gildemeister      | Concertación Democrática | Indep.  | 12 179 | 14,39 | Concejal  |
| Christian Velasco Vignola         | Coalición                | UDI     | 6621   | 7,82  | Concejal  |
| María Carolina Cotapos Mardones   | Coalición                | UDI     | 7517   | 8,88  | Concejal  |
| Marta Fresno Mackenna             | Coalición                | UDI     | 5718   | 6,75  | Concejal  |
| Mikel Uriarte Plazaola            | Coalición                | Indep.  | 5738   | 6,78  | Concejal  |
| Ernesto Fontaine Ferreira-Nobriga | Coalición                | Indep.  | 3645   | 4,30  |           |
| Carlos Larraín Hurtado            | Coalición                | RN      | 10 290 | 12,16 | Concejal  |
| David Jankelevich Waisbein        | Coalición                | RN      | 2660   | 3,14  | Concejal  |
| Tomás Fuentes Barros              | Coalición                | RN      | 8168   | 9,65  | Concejal  |
| Regina Paz Aste Hevia             | Coalición                | RN      | 4081   | 4,82  | Concejal  |